# Alte Erftschlinge nordwestlich der Kläranlage zwischen Horrem und Sindorf
Koordinaten: 50° 54′ 44″ N, 6° 41′ 38″ O
Das Naturschutzgebiet Alte Erftschlinge nordwestlich der Kläranlage zwischen Horrem und Sindorf liegt auf dem Gebiet der Stadt Kerpen im Rhein-Erft-Kreis in Nordrhein-Westfalen. Es ist in Kerpen das kleinste und im Landkreis das zweitkleinste Naturschutzgebiet (NSG).
Das Gebiet erstreckt sich nördlich der Kernstadt Kerpen östlich von Sindorf und westlich von Horrem, beides Stadtteile von Kerpen, direkt an der am nördlichen Rand vorbeiführenden Landesstraße L 277. Am östlichen Rand fließt die Große Erft, westlich verläuft die A 61. Südlich erstreckt sich das 192,1 ha große NSG Parrig und südöstlich das 17,675 ha große NSG Stadtwald Horrem.

## Bedeutung
Für Kerpen ist ein 1,93 ha großes Gebiet unter der Kenn-Nummer BM-031 als Naturschutzgebiet ausgewiesen.